# Estación de Cuqueira
La estación de Cuqueira (en gallego, A Cuqueira) es un apeadero ferroviario situado en el municipio español de Cerdido en la provincia de La Coruña, comunidad autónoma de Galicia. Forma parte de la red de vía estrecha operada por Renfe Operadora a través su división comercial Renfe Cercanías AM. Cuenta con servicios de Cercanías de la línea C-1 (antigua línea F-1 de FEVE y C-1f de Renfe Feve), entre Ferrol y Ortigueira. También cuenta con servicios regionales de la línea R-1f entre Ferrol y Oviedo, así como servicios parciales entre Ferrol y Ribadeo denominados como R1a.

## Situación ferroviaria
Se encuentra en el punto kilométrico 38,08 de la línea férrea de ancho métrico que une Ferrol con Gijón a 152 metros de altitud. El tramo es de vía única y está sin electrificar.

## Historia
El ferrocarril de vía estrecha llegó a la ciudad de Ferrol el 1 de febrero de 1962, tras concluirse el tramo Ferrol-Santa María de Mera. El Estado fue el encargado de realizar unas obras que pretendían unir Ferrol con Gijón siguiendo la costa cantábrica, algo que no sucedió hasta el 6 de septiembre de 1972. Culminaba de esa forma un proyecto casi interminable que se había iniciado en 1886. 
La gestión de la estación y la explotación del servicio recayeron en manos de FEVE hasta que en 2013 la explotación fue atribuida a Renfe Operadora y las instalaciones a Adif. 

## Servicios ferroviarios

### Regionales
Los trenes regionales que unen Ferrol y Asturias tienen parada en la estación. El trayecto es directo si se pretende viajar a Oviedo pero si el destino final es Gijón es necesario un transbordo en Pravia. 
| Línea | Origen/Destino | Paradas intermedias | Destino/Origen |
| ----- | -------------- | --- | -------------- |
|       | Ferrol         | San Xoán · Virxe do Mar · Santa Cecilia · Alto del Castaño · Piñeiros · Ponto · Jubia · Ferrerías · Sedes · Pedroso · San Saturnino · Lamas · Apalla · Moeche · Labacengos · Entrambasrías · Cerdido · Cuqueira · Santa María de Mera · Ponte de Mera · San Claudio · Senra · Ortigueira · Espasante · Loiba · Barquero · Vicedo · Mosende · Folgueiro · Covas · Vivero · Vivero-Apeadero · Juances · Jove-Pueblo · Jove · Lago · Bidueiros · San Ciprián · Madeiro · Burela · Cangas de Foz · Nois · Fazouro · Marzán · Foz · Barreiros · Reinante · Esteiro · Os Castros · Rinlo · Ribadeo · Vegadeo-Pueblo · Vilavedelle · Castropol · Las Campas · Tol · Tapia de Casariego · La Caridad · Cartavio · Loza · Medal · Navia · Piñera-Villaoril · Villapedre · Otur · Luarca · Barcia · Canero · San Cristóbal · Cadavedo · Tablizo · Ballota · Santa Marina · Novellana · Valdredo · Soto de Luiña · San Cosme · San Martín de Luiña · La Magdalena · Villademar · Cudillero · El Pito-Piñera · Muros de Nalón · Los Cabos · Santianes · Pravia · Beifar · San Román · Aces · Sandiche · Grado · Peñaflor de Grado · Vega de Anzo · Santa María de Grado · Trubia · Soto Udrión · San Pedro · San Claudio · Las Mazas · Las Campas · Argañosa · Vallobín | Oviedo         |

### Cercanías
Dispone de servicios de cercanías de la línea C-1 de núcleo de Cercanías Ferrol, que cubren el trayecto Ferrol - Ortigueira. Unos cinco trenes, en ambos sentidos, tienen parada en la estación. La frecuencia se reduce los fines de semana y festivos.
| procedencia/destino | < estación | Línea | estación >          | destino/procedencia |
| ------------------- | ---------- | ----- | ------------------- | ------------------- |
| Ferrol              | Cerdido    |       | Santa María de Mera | Ortigueira          |